# Chris Waddle
Christopher Roland "Chris" Waddle (* 14. prosinec 1960, Felling) je bývalý anglický fotbalista. Hrával na pozici záložníka.
V dresu anglické reprezentace se zúčastnil mistrovství světa v Mexiku roku 1986 a mistrovství světa v Itálii roku 1990 (4. místo). Hrál i na Euru 1988. Celkem za národní tým odehrál 62 zápasů, v nichž vstřelil 6 branek.
S Olympiquem Marseille hrál v sezóně 1990/91 finále Poháru mistrů evropských zemí. Třikrát se s ním stal mistrem Francie (1989/90, 1990/91, 1991/92).
Roku 1993 byl v anketě FWA vyhlášen anglickým fotbalistou roku. V anketě Zlatý míč, která hledala nejlepšího fotbalistu Evropy, bodoval dvakrát. Roku 1991 skončil desátý a roku 1990 osmnáctý.